# HD 137704
HD 137704 è una stella gigante arancione di magnitudine 5,47 situata nella costellazione di Boote. Dista 490 anni luce dal sistema solare.

## Osservazione
Si tratta di una stella situata nell'emisfero celeste boreale. La sua posizione moderatamente boreale fa sì che questa stella sia osservabile specialmente dall'emisfero nord, in cui si mostra alta nel cielo nella fascia temperata; dall'emisfero australe la sua osservazione risulta invece più penalizzata, specialmente al di fuori della sua fascia tropicale. La sua magnitudine pari a 5,5 fa sì che possa essere scorta solo con un cielo sufficientemente libero dagli effetti dell'inquinamento luminoso.
Il periodo migliore per la sua osservazione nel cielo serale ricade nei mesi compresi fra maggio e settembre; nell'emisfero nord è visibile anche per gran parte dell'autunno, grazie alla declinazione boreale della stella, mentre nell'emisfero sud può essere osservata limitatamente durante i mesi invernali australi.

## Caratteristiche fisiche
La stella è una gigante arancione; possiede una magnitudine assoluta di -0,41 e la sua velocità radiale positiva indica che la stella si sta allontanando dal sistema solare.